# Karl-Gunnar Grape
Karl-Gunnar Grape, född den 6 mars 1922 i Umeå landsförsamling, död den 7 januari 2005. Biskop i Skara stift.
Karl-Gunnar Grape var son till yrkesläraren Karl Viktor Isaksson och Selma Rundquist. 
Efter studentexamen vid Umeå högre läroverk 1941 och teologiska studier i Göteborg och Uppsala prästvigdes Grape för Luleå stift 1948 och hade sin första tjänst som kyrkoadjunkt i Övertorneå församling. Från 1951 var Grape pastorsadjunkt i Uppsala domkyrkoförsamling . 1960 utsågs Grape till kyrkoherde i Umeå stadsförsamling
1956 blev Grape teologie licentiat och 1965 var Grape preses i Luleå stifts prästmöte och la fram prästmötes-avhandlingen Kyrkliga förhållanden i Lappland efter sekelskiftet : i belysning av dop- och nattvardssedens utveckling. 1979 disputerade Grape med avhandlingen Dopseden i Lappland under 1900 talets första hälft vid Uppsala universitet. Från 1976 var han domprost i Skara, tills han 1985 valdes till biskop över stiftet. Han var sedan extra ordinarie hovpredikant från 1971och medlem av Kungliga Krigsvetenskapsakademien från 1986. Han gick i pension 1989.
Grape var gift med Gunvor f Svensson från Habo i Västergötland. Hon var utbildad  var sjuksköterska De fick 4 barn  varav tre arbetat i Svenska Kyrkan. Äldsta dottern Margareta Grape har bland annat varit chef för Kyrkornas Världsråds FN-Kontor i New York. Karin har arbetat som socionom, rektor, verksamhetschef inom Barn och utbildning i Örebro. Äldsta sonen Anders var kyrkoherde i Enköping i 27 år. Yngste sonen Henrik var verksam som komminister i Skara Stift för att sedermera bli senior rådgivare med ansvar för hållbarhet och klimaträttvisa inom Svenska Kyrkan och Kyrkornas Världsråd.  Henrik har sedan tidigt 2000-tal jobbat på ett internationellt plan. 
Grape fick ett flertal barnbarn där bland annat journalisten Klara Grape utmärker sig som redaktör bakom ”Ina <3 Bruce” som sändes på SVT 2023.